# 江口水库 (吉安)
江口水库是中国江西省吉安市吉安县万福镇境内的一座水库，位于桐江支流上，建于1960年。水库正常库容为1275万立方米，平均水深为4.80米，集雨面积为45平方千米，海拔为595米。